# Ingrid Leonie Severin
Ingrid Leonie Severin (* 1959 in Verviers) ist eine deutsche Kunsthistorikerin und Kuratorin.

## Leben
Severin wuchs in Belgien auf und besuchte das Gymnasium Heidberg Institut in Eupen. Sie studierte an der Rheinisch-Westfälisch Technischen Hochschule Aachen Kunstgeschichte, Baugeschichte und Anglistik und wurde mit dem Thema „Baumeister und Architekt in Porträt und Bildnis bei Hans Holländer“ promoviert. Studienaufenthalte am Kunsthistorischen Institut in Florenz und der Bibliotheca Hertziana in Rom folgten. Während der Studienzeit arbeitet sie im Suermondt-Ludwig-Museum und in der Neuen Galerie Sammlung Ludwig Aachen. Nach der Promotion absolvierte sie ein wissenschaftliches Volontariat beim Erzbistum Köln und war wissenschaftliche Mitarbeiterin bei der Stiftung Preussischer Kulturbesitz in Berlin.
Es folgten Forschungsaufenthalte am Institute for Advanced Study Princeton, bei Peter Paret und Oleg Grabar, ein Walther-Rathenau-Stipendium am Max-Planck-Institut für Wissenschaftsgeschichte, Berlin, am Getty Center Los Angeles, am Wissenschaftszentrum Berlin für Sozialforschung (WZB), am Internationalen Forschungszentrum Kulturwissenschaften, Wien, IFK und lehrte am Institut für Kunstgeschichte der Universität Wien bei Friedrich Teja Bach. Sie wandte sich der interdisziplinären Forschung zur Kunst und Systemtheorie sowie der Künste und der (Neuen) Medien zu.
Von 1999 an war sie am Fraunhofer Institut für Medienkommunikation in Sankt Augustin, heute IAS, am Kompetenzzentrum für Virtuelle Umgebungen im Wissens- und Changemanagement tätig. 2004 wurde sie als Nachfolgerin von Götz Adriani neue Leiterin des Museums für Neue Kunst am ZKM Karlsruhe.Mit der Ausstellung Exit – der Ausstieg aus dem Bild verließ sie das Museum. Seitdem arbeitet sie an der Leuphana Universität Lüneburg dem Centre for Digital Cultures, ist Gutachterin für die Europäische Kommission, freie Kuratorin und Herausgeberin für das Art Market Dictionary des De-Gruyter-Verlags Berlin.

## Schriften
- Baumeister und Architekten. Studien zur Darstellung eines Berufsstandes in Porträt und Bildnis. Berlin: Geb. Mann Verlag 1992. Zugleich Diss. Techn. Hochsch. Aachen 1987. (Studien zur profanen Ikonographie. 2.) ISBN 3-7861-1636-9
- Sammler, Stifter und Museen. Hg. mit Ekkehard Mai, Peter Paret. Köln-Weimar-Wien: Böhlau Verlag 1993. ISBN 3412039934
- LogIcons. Bilder zwischen Theorie und Anschauung. Hg. mit Ute Hoffmann, Bernward Joerges. Berlin: Sigma 1997. WZB Berlin. ISBN 3-89404-171-4
- That's the coming style. Spanien und ein Neuanfang in Amerika – Fritz Lewy im Exil. In: Birgit Bernard, Michael Matzigkeit (Hg.) Fritz Lewy – ein Leben für die Form. Theatermuseum Düsseldorf 2002. ISBN 9783929945164
- Kunst-Handel im Medien-Wandel: Die Kölner Galerien und der Kunstmarkt in den Sendungen des WDR Köln von 1958–1974. In: Sediment 6,  Mitteilungen zur Geschichte des Kunsthandels. Zentralarchiv des Internationalen Kunsthandels 2003.

## Forschungsschwerpunkte und Publikationen
Sie forscht und publiziert zu Renaissance, Ikonographie und Architekturgeschichte, Wahrnehmungsgeschichte, Sammlungs-, Ausstellungs- und Museumsgeschichte, Partizipation, Kollaboration, Interaktion in der Kunst, Geschichte des Kunstmarktes und vor allem über Medienkunst.